# Illtyd Harrington
Illtyd Harrington (14 tháng 7 năm 1931 – 1 tháng 10 năm 2015) là một chính khách của Đảng Lao động Anh, từng là phó lãnh đạo của Hội đồng Greater London (1981–84) và sau đó là chủ tịch (1984–85). Ông là đồng minh chính trị của Ken Livingstone.

## Đời tư
Harrington là một người xứ Wales sinh ra ở Merthyr Tydfil đến Timothy và Sarah (nhũ danh Burchell) Harrington. Đó là một cuộc hôn nhân hỗn hợp; mẹ ông là một người Công giáo sùng đạo. Cha ông là một người vô thần và Cộng sản, người đã chiến đấu chống lại phát xít trong cuộc Nội chiến Tây Ban Nha. Mẹ ông, được biết đến với cái tên "Sally", cũng là một người chống phát xít. Trong sự nghèo khó của những năm 1930, bà cũng đã bán chiếc nhẫn cưới của mình để giữ gia đình trong một tuần, nói với chồng rằng nó đã rơi xuống bồn rửa chén.
"Bà đánh bại nhà tổ chức quốc gia của Liên minh Phát xít Anh – bà là một người phụ nữ không phải vì suy tư, mà là hành động. Ông bước ra với tất cả sự bẩn thỉu phân biệt chủng tộc này và bà đi giày cho ông. Và sau đó bà cất cánh với những kẻ phát xít đuổi theo bà."
Harrington được giáo dục tại Trường Dowlais Công giáo La Mã trước khi đi lên Đại học Trinity College, Carmarthen (hiện là một phần của Đại học Wales Trinity Saint David) để trở thành giáo viên. Ở đó, ông trở thành bạn của Dylan Thomas. Ông chuyển đến London sau khi kiếm được việc làm ở Brixton, trước khi trở thành giáo viên địa lý tại trường trung học Kennington. Sau đó, ông chuyển sang làm Trưởng khoa tiếng Anh tại Trường Daneford ở Bethnal Green. Những người bạn của ông ở East End đã bao gồm Reggie và Ronnie Kray, những tên xã hội đen.  Nhưng ông đã học được nghệ thuật đấm bốc hạng nặng, cộng với việc xem đội bóng của ông West Ham United vào thứ Bảy.
Harrington là người đồng tính công khai và sống trong năm mươi năm với người bạn đời của mình, Christopher "Chris" Downes, người làm công việc diễn viên sân khấu cho Laurence Olivier và Maggie Smith. Downes trở thành Giám đốc của Nhà hát Quốc gia tại South Bank. Cả hai người đàn ông đều là thành viên tích cực của Hội đồng quản trị của Nhà hát Tuổi trẻ Quốc gia. Họ chia sẻ một ngôi nhà ở London và sau đó ở Brighton, nơi họ giải trí glitterati. Các diễn viên đã được chào đón trong nhà của họ.  Cả hai đều tham gia rất nhiều với tư cách là nhà văn và biên tập viên của The Camden New Journal và West End Extra. Downes qua đời vào năm 2003. Harrington qua đời vào ngày 1 tháng 10 năm 2015, ở tuổi 84. Ông được hai anh chị em, Kathleen và Paul sống sót.
Cháu trai của Harrington là diễn viên Richard Harrington.